# Hesselbach (Itter)
Der Hesselbach ist ein Bach des Odenwaldes im Stadtgebiet von Oberzent im hessischen Odenwaldkreis und danach kürzer in dem von Eberbach im baden-württembergischen Neckar-Odenwald-Kreis. Nach etwa 31⁄2 km langem Lauf ungefähr nach Süden mündet er beim Eberbacher Wohnplatz Im Hoheroth von links in die mittlere Itter. Sein Tal unterhalb des Oberzenter Dorfes Hesselbach wird Höllklinge genannt.

## Geographie

### Verlauf
Der Hesselbach entsteht auf etwa 484 m ü. NHN ungefähr 0,7 km nördlich der Ortsmitte von Oberzent-Hesselbach im Wald Untere Heumatte. Nach etwa 300 Meter anfangs südöstlichen Laufs im Wald wendet er sich an der Grenze zur offenen Flur nach Südwesten und fließt als Graben ohne höheren Bewuchs am Ufer durch Wiesen immer mehr südlich auf das Dorf zu. Dessen lockere Bebauung durchzieht er schon südwärts meist offen, passiert dabei nahe die Dorfkirche, wonach an seinem Lauf ein rechtwinkliges Wasserbecken liegt.
Wenig nach der unteren Ortsgrenze beginnt er sich ab etwa 440 m ü. NHN steil ins Gelände einzutiefen und durchläuft nun die bewaldete Höllklinge. In dieser quert er auf nurmehr etwa 335 m ü. NHN die Landesgrenze zum Stadtgebiet von Eberbach, nimmt einen kurzen Zufluss von Nordwesten aus einer Seitentalmulde auf und fließt dann durch einen letzten, etwa einen halben Kilometer langen und nach Südwesten ziehenden Talabschnitt. Daraufhin zieht er noch ein kurzes Stück gewunden und von einem Feldgehölz am Ufer begleitet durch Wiesen linksseits des Flusses am Eberbacher Wohnplatz Im Hoheroth vorbei. Dann fließt er von links und auf etwa 259 m ü. NHN der Itter zu.
Der Hesselbach mündet nach 3,6 km langem Lauf mit mittlerem Sohlgefälle von etwa 63 ‰ rund 225 Höhenmeter unterhalb seines Ursprungs in der Unteren Heumatte. Er hat keine bedeutenden Zuflüsse.

### Einzugsgebiet
Der Hesselbach hat ein etwa 3,9 km² großes Einzugsgebiet, das naturräumlich im Unterraum Zentraler Sandsteinodenwald des Buntsandstein-Odenwaldes liegt; der Hochebenenanteil im Norden gehört zu dessen Teilraum Würzberger Platte, der südliche zum Südlichen zertalten Sandsteinodenwald. Der höchste Punkt im Höhenwald an der Nordspitze erreicht ungefähr 505 m ü. NHN.
Das Einzugsgebiet umfasst auf der nirgends unter 450 m ü. NHN fallenden Hochebene um das Dorf Hesselbach etwas Wald, der überwiegende Anteil offener Flur besteht fast nur aus Wiesen. Im südlichen Teilgebiet ab dem Beginn des Klingeneinschnittes steht vom Talgrund bis hinauf auf die Berghöhen fast ausschließlich Wald, ein kleiner Mündungszwickel um den Eberbacher Wohnplatz Im Hoheroth ausgenommen. Dieser nur ein Anwesen umfassende Ort an der Mündung ist neben dem vom Oberlauf durchquerten Dorf Hesselbach der Stadt Oberzent der einzige Ort am Lauf wie im Einzugsgebiet. Zu Oberzent gehören fast vier Fünftel des Einzugsgebiets, das mündungsnahe knappe restliche Fünftel zur Stadt Eberbach.
Reihum grenzen die Einzugsgebiet der folgenden Nachbargewässer an:
- Die nordöstliche Wasserscheide verläuft gegen den linken Oberlauf Breitenbach des Gabelbachs, der über die Mud zum Main entwässert, die südöstliche gegen den rechten Oberlauf Teufelsbach des Gabelbachs;
- im Südsüdosten konkurriert hinter einem nur kleinem Wasserscheidenabschnitt der Bach aus der Waschklinge zum Galmbach, dem nächsten linken Zufluss der dort noch Itterbach genannten Itter nach dem Hesselbach;
- im Südwesten fließt recht nahe der aufwärtige Itterbach fast parallel südwärts;
- im Westen läuft dessen bedeutenderer linker Oberlauf Euterbach in ebenfalls wenig Abstand nach Süden.

## Geologie
Das Einzugsgebiet liegt im Buntsandstein. Im Norden liegen Plattensandsteine des Oberen Buntsandsteins, beim Dorf Hesselbach setzt eben noch auf der Hochebene der Mittlere Buntsandstein ein, der teilweise von jüngerem Schwemmland überlagert ist, und nach dem Richtungswechsel am Unterlauf steht an den Talflanken der Untere Buntsandstein an. Auf der Talsohle der Höllklinge liegen zahlreiche Blöcke.

## Natur und Schutzgebiete

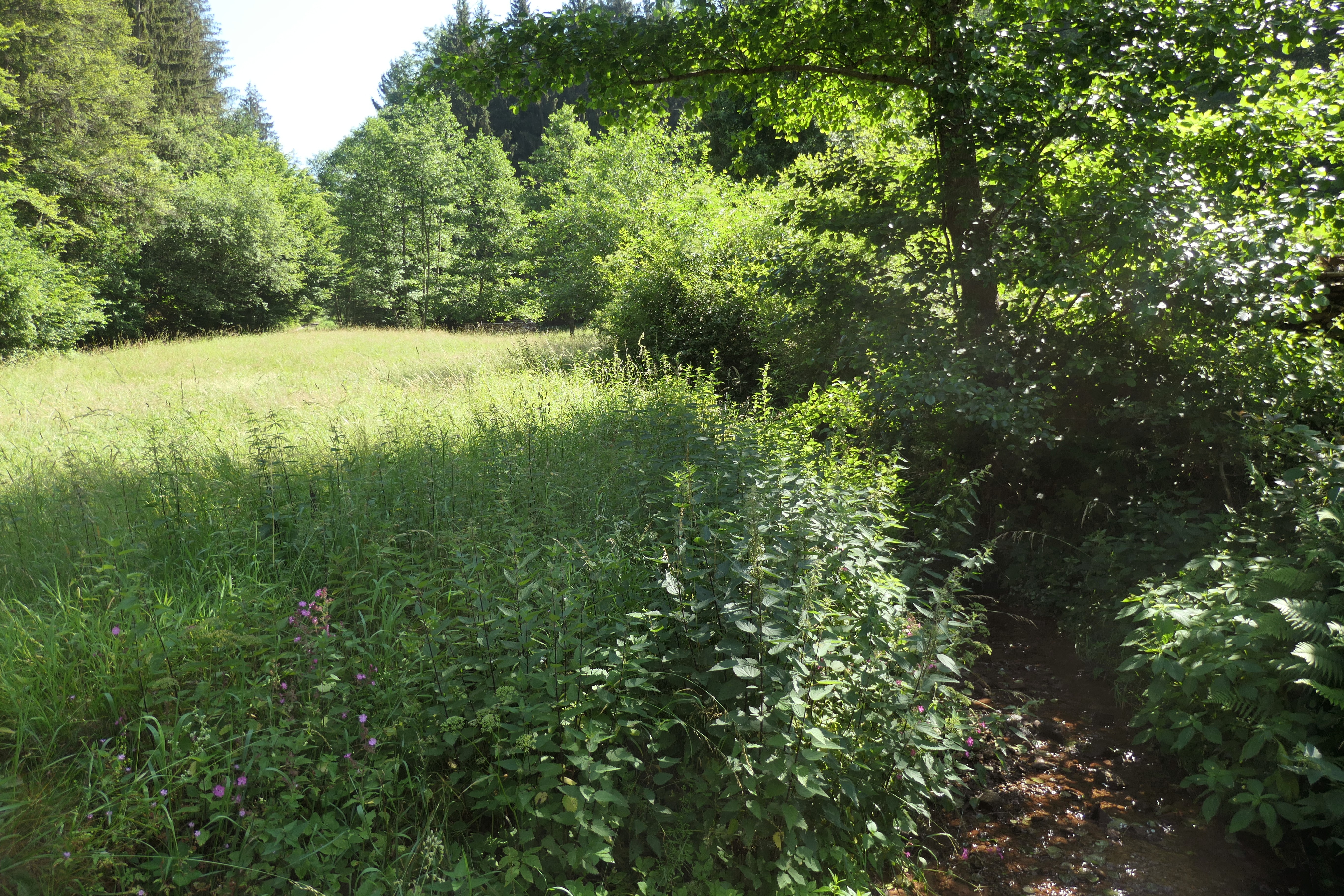
Unterlauf des Hesselbachs im FFH-Gebiet Odenwald Eberbach

Der Hesselbach ist in der Höllklinge gewöhnlich einen bis vier Meter breit und fällt mancherorts in Gumpen, auf mehreren Abschnitte versickert er zeitweise. Bei Hochwasser kann er bis zu acht Meter breit und reißend werden und lagert dann am Hang etwas unter dem Hochwassermaximum Sandbänke ab.
Am untersten Lauf ab etwa dem Austritt in die Itteraue mäandriert der Bach neben einer einseitig oder zwischen einer beidseitig begleitenden Baumgalerie stark, dort ist er gewöhnlich zwei Meter breit. Im Bereich des mündungsnahen Wohnplatzes ist er durch Ausbau wenig naturnah.
Der Eberbacher Einzugsgebietsanteil liegt im FFH-Gebiet Odenwald Eberbach, welches sich überschneidet mit dem Landschaftsschutzgebiet Neckartal II-Eberbach und im Naturpark Neckartal-Odenwald.

### LUBW
Amtliche Online-Gewässerkarte mit passendem Ausschnitt und den hier benutzten Layern: Lauf und Einzugsgebiet des Hesselbachs

Allgemeiner Einstieg ohne Voreinstellungen und Layer: Daten- und Kartendienst der Landesanstalt für Umwelt Baden-Württemberg (LUBW) (Hinweise)
1. ↑  Höhe nach dem Höhenlinienbild auf dem Hintergrundlayer Topographische Karte.
2. ↑  Länge nach dem Layer Gewässernetz (AWGN).
3. ↑  Einzugsgebiet abgemessen auf dem Hintergrundlayer Topographische Karte.
4. ↑  Schutzgebiete nach den einschlägigen Layern, Natur teilweise nach dem Layer Geschützte Biotope.

### Andere Belege
1. ↑  Höhe nach dem Höhenlinienbild auf dem Layer WMS LGL-BW Topographische Freizeitkarte 1:25.000 auf: Geoportal Baden-Württemberg (Hinweise)
2. ↑  Otto Klausing: Geographische Landesaufnahme: Die naturräumlichen Einheiten auf Blatt 151 Darmstadt. Bundesanstalt für Landeskunde, Bad Godesberg 1967. → Online-Karte (PDF; 4,3 MB)
3. ↑  Höhe nach schwarzer Beschriftung auf dem Layer WMS LGL-BW Topographische Freizeitkarte 1:25.000 auf: Geoportal Baden-Württemberg (Hinweise)
4. ↑  Geologieviewer des Hessischen Landesamtes für Naturschutz, Umwelt und Geologie (Hinweise)
5. ↑  Geologie nach den Layern zu Geologische Karte 1:50.000 auf: Mapserver des Landesamtes für Geologie, Rohstoffe und Bergbau (LGRB) (Hinweise)